# Syrien i olympiska sommarspelen 1992
Syrien deltog i de olympiska sommarspelen 1992 med en trupp, men ingen av landets deltagare erövrade någon medalj.

## Friidrott
Herrarnas maraton
- Moussa Alhariri — 2:47,06 (→ 84:e plats)

Herrarnas 110 meter häck
- Kheireldin Abeid
  - Heats — 14,23 (→ gick inte vidare)

Herrarnas 400 meter häck
- Zeid Abou Hamed
  - Heat — DNS (→ gick inte vidare)